# Presque Isle County
Presque Isle County is een county in de Amerikaanse staat Michigan.
De county heeft een landoppervlakte van 1.710 km² en telt 14.411 inwoners (volkstelling 2000). De hoofdplaats is Rogers City.